# 隆国寺
隆国寺（りゅうこくじ）は、兵庫県豊岡市にある曹洞宗の寺院。山号は布金山長者峰。本尊は聖観音。牡丹の寺として知られている。境内では牡丹の他に、椿、山あじさい、沙羅などの花木がみられる。

## 歴史
当寺は、室町時代に山名四天王の筆頭である垣屋隆国の菩提寺として創建されたと伝えられているが、実質的な開基は同族の垣屋光成であるともいう。光成は天正4年（1576年）に策彦周良から「悦岩」道号記を授かったが、その際に策彦周良が明から持ち帰った牡丹も贈られた。それが、当寺で牡丹が植えられることになった始まりとされる。
元和9年（1623年）に当寺は阿瀬谷金山より現在地に移っている。
天保年間（1831年 - 1845年）の飢饉の時、寺の米蔵にあった米で民が救われた。その人々の手によって庭園が造られ、牡丹園が再建されたと伝えられている。以来、当寺はぼたん寺とよばれるようになり、現在は牡丹のみならず、椿、山あじさい、沙羅など四季折々の花が植えられている。
山号の布金山長者峰という号は祇園精舎に由来している。

## 境内
- 本堂 - 寛政4年（1792年）再建。1989年（平成元年）に芽葺寄棟造から銅板葺入母屋造の屋根に改修された。本尊の聖観音が祀られるが[2]、他にも「幸のとり観音」などがある。本堂内には岸連山、岸岱が描いた襖絵がある[3]。
- 位牌堂
- 西苑
- 庫裏
- 内庭園
- 小庫裡
- 鐘楼
- ぼたん苑
- 座禅堂 - 文殊菩薩像を安置する。
- 東司 - 烏枢沙摩明王が祀られている。
- 三門（山門） - 享和2年（1802年）再建。三たん（但馬・丹後・丹波）随一と称されている。楼上には釈迦三尊（釈迦如来、文殊菩薩、普賢菩薩）と十六羅漢が安置されている[2]。
- つばき苑
- 総門
- 石垣（豊岡市指定名勝）

## 文化財

### 兵庫県指定有形文化財
- 隆国寺障壁画 36面 - 弘化3年（1846年）秋に岸派の中心となる岸連山・岸岱によって描かれた。ただし、制作の背景は分かっていない。おおらかな表情の虎渓三笑図、迫力の猛虎図、精緻な孔雀図などが描かれ、岸派の作品の中でも特に代表的な作品である[4]。

### 豊岡市指定名勝
- 隆国寺石垣 1基

## 行事
- 1月1日〜3日 - 大般若
- 5月 - 花祭り
- 8月7日 - 大施餓鬼

## 前後の札所
関西花の寺二十五霊場
5 高照寺　-　6 隆国寺　-　7 如意寺
近畿楽寿観音霊場
3 極楽寺　-　4 隆国寺　-　5 日光院
宝の道七福神
16 日光院　-　17 隆国寺　-　18 楽音寺
但馬七花寺霊場

## アクセス
- 鉄道
  - JR山陰本線 江原駅下車。全但バス神鍋高原行きに乗車し、植村冒険前にて下車。徒歩約20分。または、豊岡市営バスイナカー三方線に乗車し、三方公民館にて下車。徒歩約5分。
- 自家用車
  - 国道482号線伊府交差点にて県道259号に進行、または、西中学校前にて県道268号線に進行。豊岡市立三方小学校そば。

## 周辺情報
- 植村直己冒険館
- 但馬国府・国分寺館
- 神鍋高原